# 山熊田
山熊田（やまくまだ）は新潟県村上市の大字。
山間の農村で耕地が少ない為、ショッキなどの山仕事や狩猟を生業としていた。1958年（昭和33年）は33世帯で人口226人であったが、現在は人口が減少し16世帯、人口41人（男21/女20）となっている（2021年7月1日時点）。

## 地理

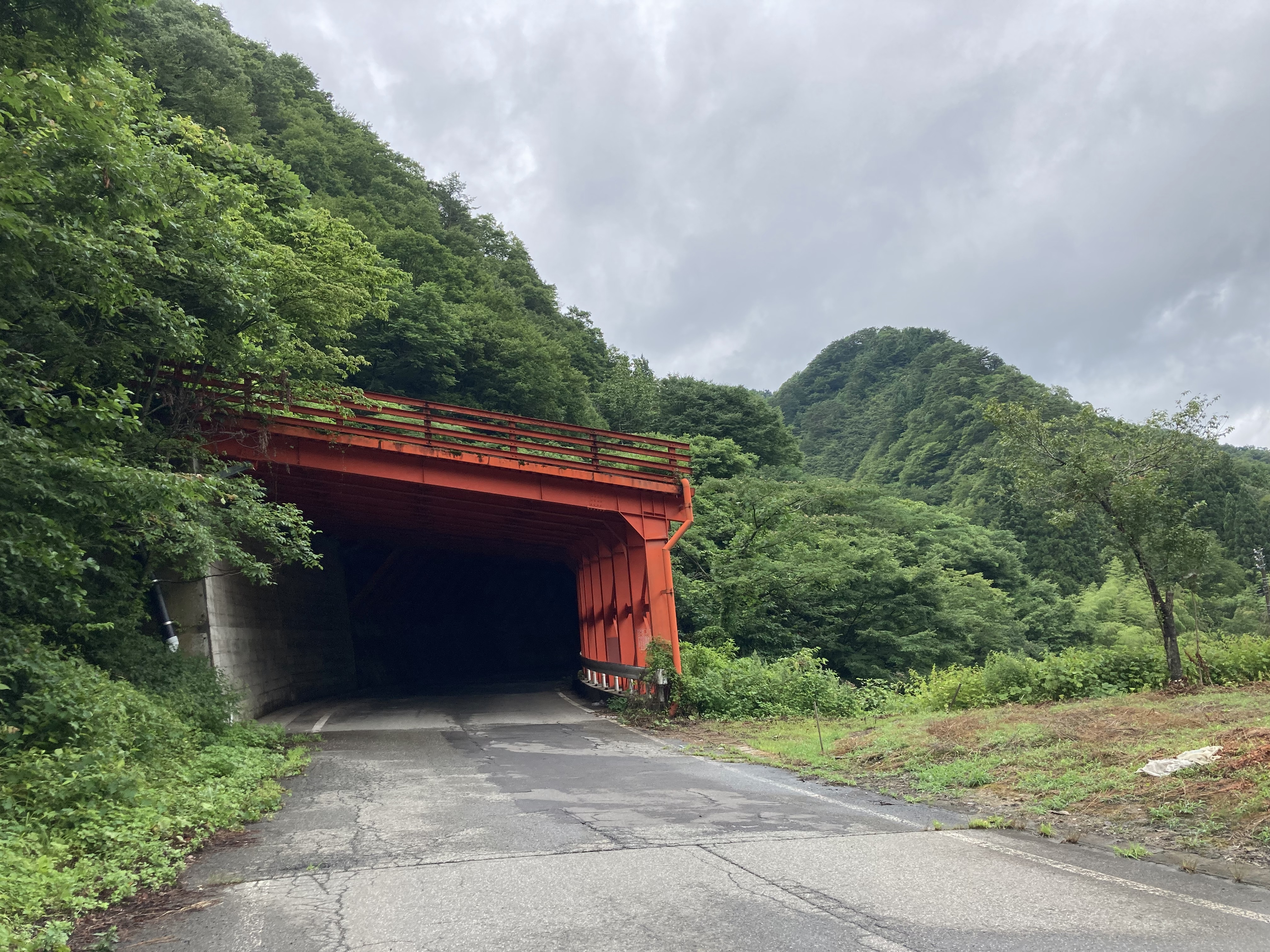
山熊田入り口に位置するスノーシェド

山熊田は中継川上流に位置し、府屋から18キロメートルの山間の村。冬季は積雪が2メートル以上になる豪雪地帯のため、雪や雪崩により孤立するため秋のうちに越冬のための物資を用意しておく。また、雪崩による被害の伝承が残っており、時代は定かではないが昔、ミズナシ山で「雪蛇」と呼ばれる雪崩が発生し、70軒あった家が13軒になる事件があったと言われている。

## 歴史

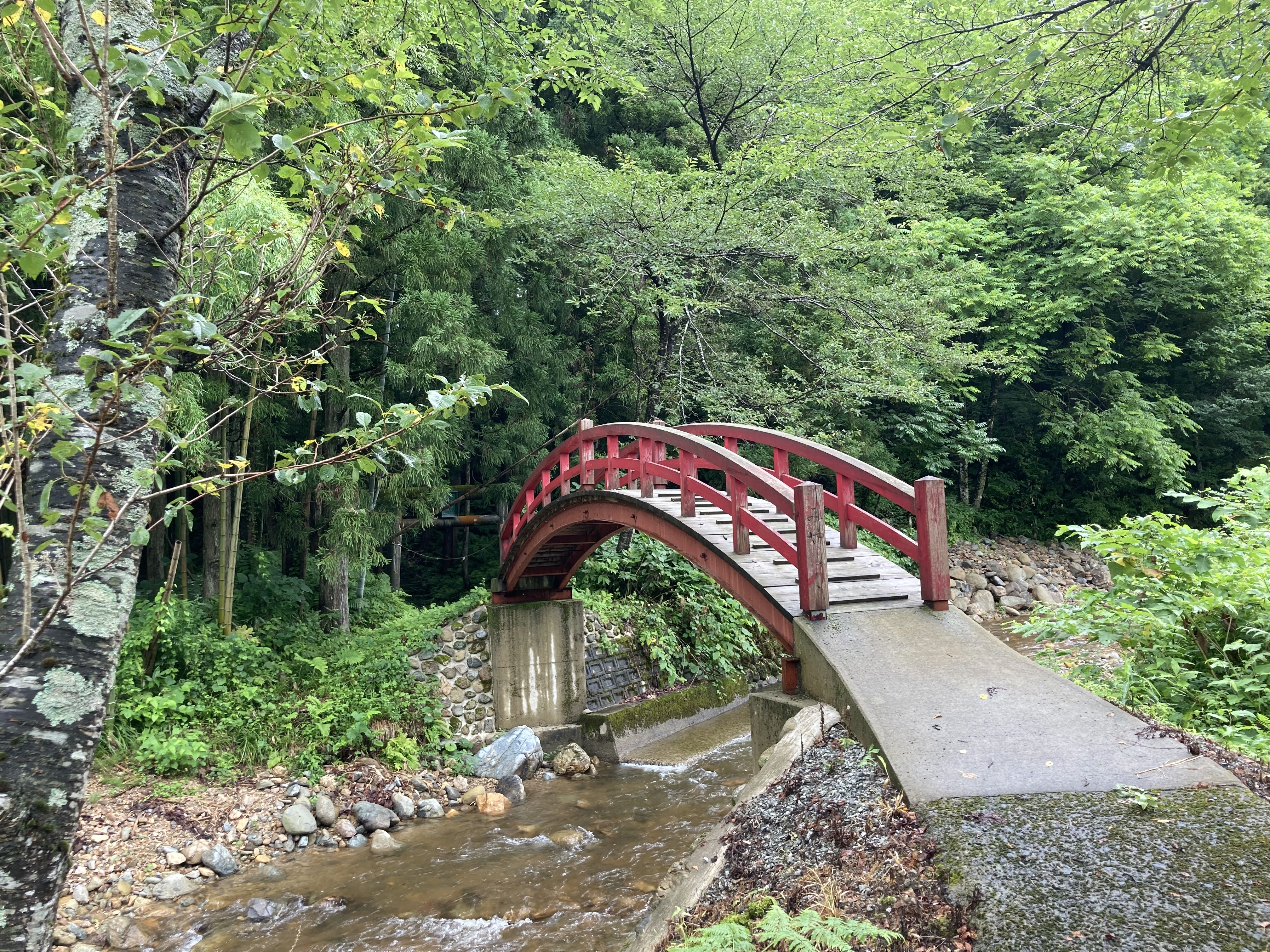
淺間神社に続くみやはし

山熊田の村の起源である草分けは7軒衆と言い、オモダチ衆と呼ばれていた。この家々は村役を世襲・独占し、色々な特権を持っていた。

### 旧石器時代〜古代
縄文時代の遺跡が1987年（昭和62年）7月に2点の凹み石が発見されている。この石の用途は明確になっておらず、発火具か打器と考えられている。

### 近世
越後国郡絵図では「山ご俣」と表記されていた。
江戸時代、検地により村高が決められ、それに当時「免」と呼ばれる年貢取り立て率をかけて年貢米が計算されていた。例えば、「免四ツ取」は年貢取り立て率が40％ということになる。1712年（正徳2年）の山熊田村の免は田方、畑方どちらも二ツ五分取だった。山熊田の免は村上藩領の他の村や同じ黒川俣組の村と比べると低かった。免は単純に農業生産だけで決められていたわけでなく、いくつかの条件のもとで決められていた。
山間地域に位置する村だったため、農業には厳しい環境だった。そのため、作間稼ぎと呼ばれる副業が農業の傍ら行われており、1712年（正徳2年）の村明細帳によると塩木切り（山の木を切り薪として売ること）が行われていたとある。

## 教育

### 山熊田小中学校

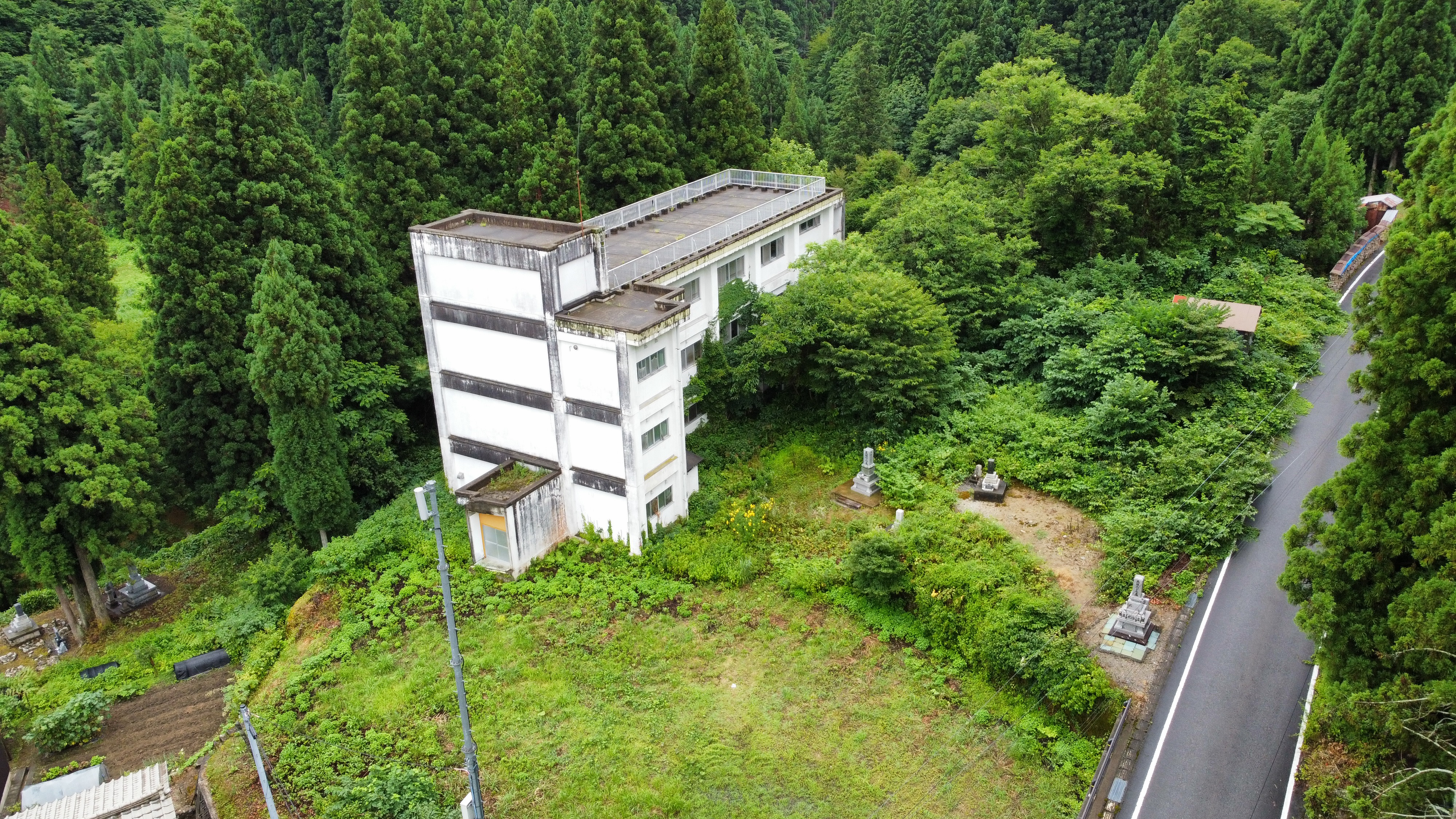
山熊田小学校の全景

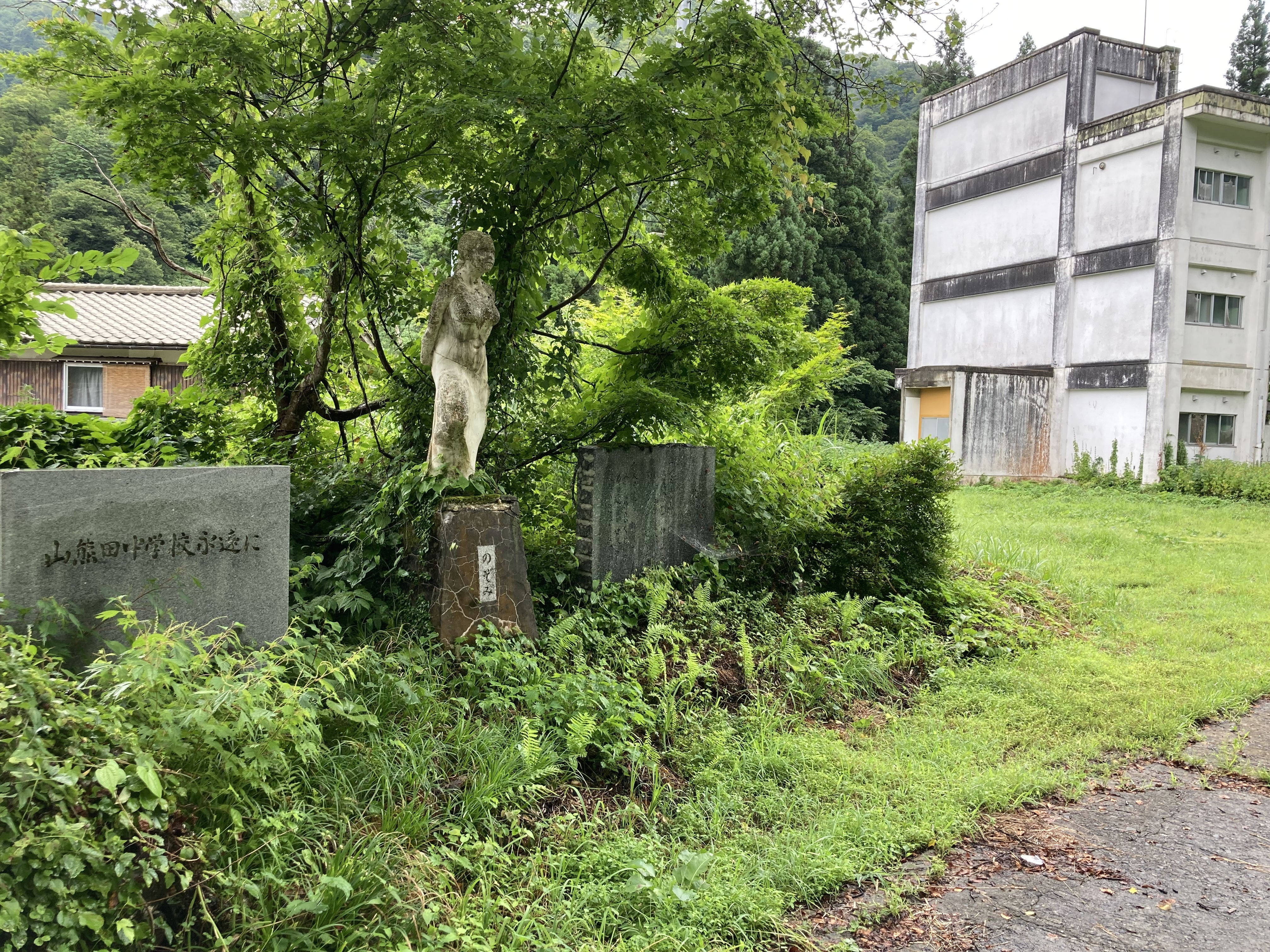
山熊田小学校校門

昭和40年代から山北では農村の過疎化・少子高齢化が進み児童数が減少し、極小規模校・複式学級が増加。1972年（昭和47年）には中俣中学校山熊田分校が独立し、小学校と併設の山熊田小中学校となった。さらに、児童数減少が進み1989年（平成元年）に山熊田中学校は大川谷中学校と統合。また、1992年（平成4年）には山熊田小学校も大川谷小学校に統合された。

## 産業・生業
山間の奥まった場所に位置する山熊田集落ではあるが、林業だけが生業ではなく少ない耕地と川漁でも生計を立てていた。また、地理的に農業に不向きだったが、有事では山の資源に助けられている。山熊田では平時に葛（くず）の根を自由に掘ることが禁じられていた。それは、飢饉などの緊急時に村中で葛の根を掘り、細かくして水にさらし、ヨネカスを取って作ったヨネカス餅を食べて飢えを凌ぐ為だったとされている。

### 塩木切り（ショッキ）
塩木切りとは、山で伐った薪木を川に流して運ぶ生業。山熊田や周辺にある雷・中継などの山間地域の農村の重要な生業だった。「塩木」という名称は、塩を精製するための薪木だったためとされている。山北地区ではショッキと呼ぶが、県内でも地域により呼び名が違い、シオキ（南蒲原郡下田村大谷など）、ハルギ（新発田市滝谷など）、イカダ（北蒲原郡黒川村など）、コロ（南魚沼郡塩沢町姥沢新田など）と様々だった。
山熊田では、ショッキを伐ることを「ナメキ」「モトナメ」と呼んでいて、7月12日ころから小屋に泊まりながら伐り、お盆まで続ける。これを土用ナメという。伐採するために用いるのは、鋸やまさかり、鉈。また、山熊田特有の呼び名があり鋸は「ササッパ」、鉞は「マサ」と呼んでいた。伐採（モトギリ）を終えると、ナガリドリと呼ばれる枝を払い、寸法通りの大きさに切っていく作業に入る。お盆の前にここまでの作業を終え、お盆後に戻ってくるとコナシという作業に入る。直径6寸以上のものは長さ1尺、以下のものは長さ1尺6寸にする。その後、ハンと呼ばれる印を鉞で木の真ん中につけていく。ハンは村とその各家を見分ける為に2箇所打つ。しかし、昭和に入ってから国有林を村で払い下げて共同で伐るようになったので、それ以降は村を見分けるためのムラバンのみだった。
稲刈りが終わり収穫祭を催した後にまた山に入り、今度はカタメという作業に移る。これは立木を中心にマスを作り、マスの中に伐った木々を集めることで、木を乾かすためにやる。カタメの時はナメキにでた男衆と同数の女衆が参加し、担いで運んだり、大きな木は荷縄で背負って運んでいた。
厳しい冬を越した翌春の2月28日過ぎになると、男衆が山に登り小屋に積もった雪をどかして2晩過ごし、一度下山してすぐに登り「出し方」（運搬）の作業に入る。小屋を掘り出すときは男衆だけだったが「出し方」は女衆も参加する。「出し方は雪上を木を積んだソリを後ろから押したりして、沢口まで運び雪の上に運んだ木を広げて乾かす。
雪が溶けた5月の豊水期に、ショッキの水入れと呼ばれる川で流すために入れる作業に入る。ムキ（本流）に直接入れられないものは、支流に堤を作りその下に置いておく。水が溜まったら、一気に放流しその勢いでムキ（本流）まで流す。水入れしたら、切り方に出た男衆の数だけスケニンジョ（女衆）でる。そして、川の木を鳶口と呼ばれる道具を用いて流していく。山熊田から途中、中継で通例2泊するが通常の宿賃は掛からず、イシズリから淵までの間で沈んだ木が宿賃に充てられたと云われる。川は元々細く、雪解け水を利用して流すが、それでも木が打ち上げられるので都度スケニンジョが水に入れる。目的地の府屋まで流れ着くと、小口役が大川を堰き止めて運河に入れる。ショッキ流しの所要期間は、山熊田の落合部落から中継まで2日、中継から府屋までが4、5日。時には、洪水などにより木が海まで流され大損害を被ることもあった。他に、小俣や雷、中継なども大川を利用しショッキ流しをしていたため、混ざらないように流す期日をずらしていた。
1927年（昭和2年）ごろの山熊田一戸あたりの生産量は平均100棚。当時、米1俵を7、8円程で買えた時代で、ショッキ1棚約10円で売れたため、山間の山熊田では重要な生業で村をあげて年中木を伐っていた。

### ぜんまい採り
前述したように、農業だけで生活するのは厳しかったため、山菜のぜんまいを採りそれを生活の足しにしていた。1985年（昭和60年）ごろまでは山熊田の25戸で年間100 - 150貫（400 - 600キログラム）、一戸あたり平均4 - 6貫（16 - 24キログラム）採られていて50万円以上の収入源となっていた。江戸時代から大正時代にかけて、お金が必要になった際は「親方」と呼ばれる資産家からお金や食料品などの生活物資を借り、塩木やぜんまいを返済に充てていた。山熊田の人々は荒川村の富樫太郎左衛門家から借り塩木やぜんまいで返していた。ぜんまいは「たて」と呼ばれる大きな俵に12貫（45キログラム）つめて、それを1本と呼んでいた。

### 川漁
山北ではごく小さな川の上流にも鮭が川にのぼり、多くの村で収穫されていた。そのため漁場などでの揉め事が上流・下流や対岸の村同士で生じやすく、訴訟などの記録が残されている。山熊田でも同様の揉め事が起きており、1741年（寛保元年）の中継村の記録に「5月に中継村の2人が鱒捕りのため川へ行き、村の境を越えて山熊田の区域まで漁具を手に行ったため、山熊田から抗議を受けた」と残されている。また山北では多くの鮭の豊漁や不漁に関する言い伝えが残されており、その中に山熊田の氏神様が関係したものがある。川の水が不足していると不漁になるため、漁をする人々は雨を降らせるために上流に位置する山熊田の氏神にお参りしに行った。浜の人が奥地にある氏神に参ると怒って雨を降らすと言われているためである。

### 炭焼き
山熊田は土地の大半を山が占めていた為、炭焼きは重要な産業だった。一時は生計のほとんどを炭焼きに頼っていたが、炭焼きは売り先と運搬の手段の確保が必要だったため、道の整備により馬車やオート三輪で輸送可能になるまでの間は、塩木切りが主な仕事だった。いつ頃、主な仕事が塩木切りから炭焼きになったか定かではない。

### 熊とり

#### 村総出のシシマキ

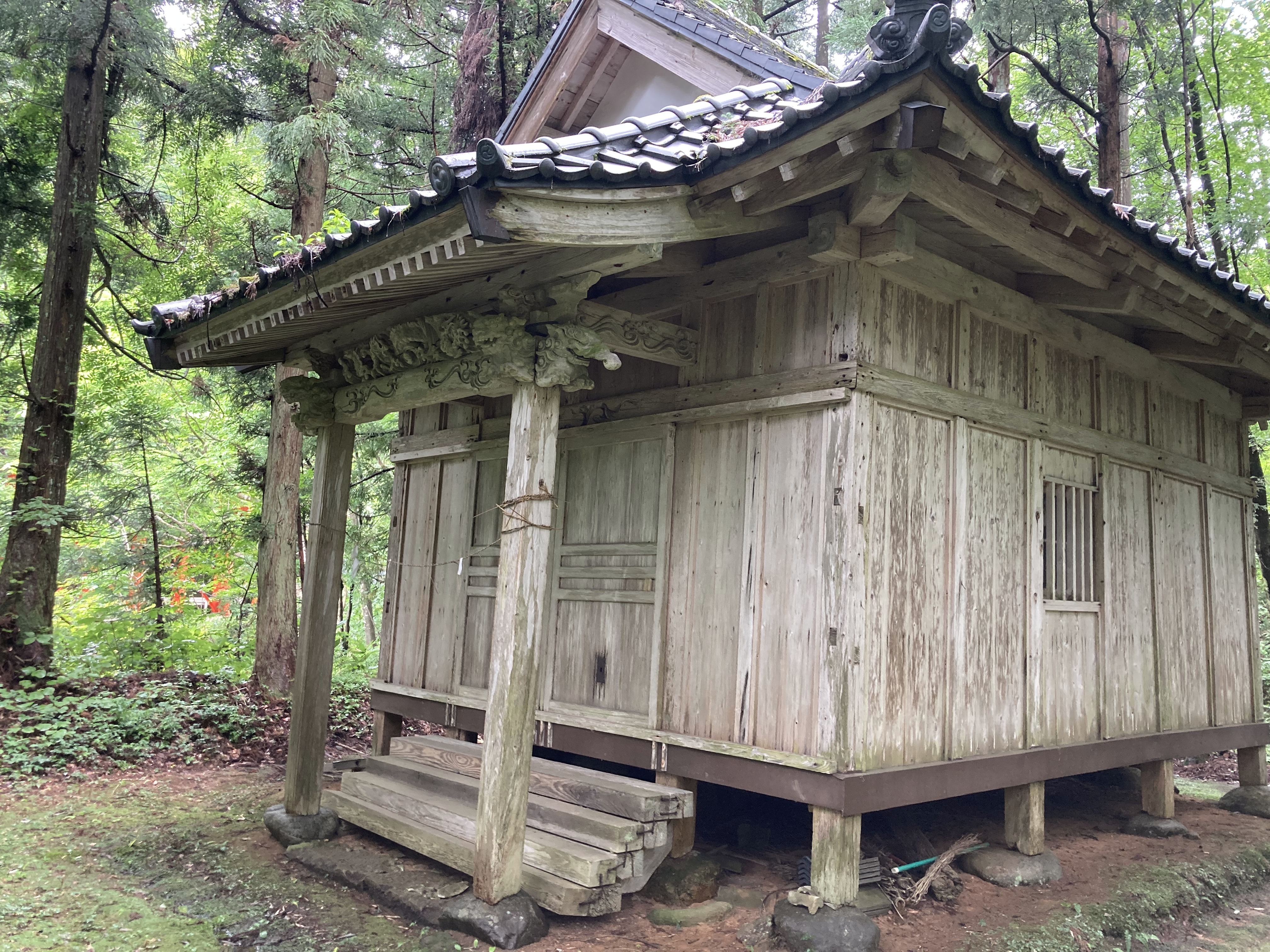
淺間神社

雷と同様に山熊田でも狩猟が盛んでシシマキ（巻き狩り）によって熊とりが行われていた。また、雷で行われていたのは「日帰り山」のみだが、山熊田では「日帰り山」で獲れなければ、雪上に見える柴枝を切りそれを敷き野宿する「泊まり山」が行われていた。山熊田では、4月17日頃の土用入りの日に集落の男衆が総出で熊とりに出て、熊祭り（シシマツリ）と称し山神を祀る行事が催される。山熊田では鎮守社（浅間神社）の春祭りは行われず、熊祭りを春祭りとしている。その為、熊がとれないと春祭りが行えないため、それは縁起が悪いとして熊を追い求め捕まえるまで狩りを続け、時には朝日連峰（山形・新潟両県の県境に連なる峰）まで行くこともある。このように、村総出で熊とりと熊祭りを行うところは少ない。山熊田は出稼ぎに行く者が多いが、熊とりと前述したぜんまい採りの時期までには、全ての出稼者が帰ってくる。ぜんまい採りも村人にとっては重要な収入源のため、ぜんまい採りの際に山に熊がいると危険なため熊とりをする側面もある。
昭和末期ごろは村の猟友会が日程を決めて村中に知らせていて、慣例となっている土用入りの日の1、2日前を初日としていた。昔は土用入りの日に行われていた。尚、悪天候や集落内で不幸があった場合は延期となる。参加するのは、村中の小学1年生以上の男子で年齢の上限なしの希望者。学生の参加に関しては、学校であらかじめ教育委員会の許可を得て、特別休暇扱いだった。小学生の場合は林道終点あたりまで行くだけで狩場へは行かず、中学生は現場まで足を運び、人数不足の場合は勢子に加勢することもあった。そして、熊が狩れるまで日帰りで続けられる。大体、3回総出しても熊が獲れない場合は鉄砲撃ち（猟師）有志の団体で「泊まり山」が行われるようになる。獲物の分配は、獲れた日の参加者全員に平等に分配され、狩場に行けない小学生も当日参加していれば分配される。

#### シシマツリ
熊を捕えた翌日は、シシマツリと呼ばれる行事が催される。シシマツリでは熊肉を分配したり、招待客を迎える前には肉を煮てナヤ汁と呼ばれるものを食べ、来客を迎えた祝宴ではナヤニと呼ばれる熊の雑肉と豆腐と山菜の味噌煮が振る舞われる。また肉の分配は、獲れた日の参加者全員に平等に分配され、狩場に行けない小学生も当日参加していれば分配される。肉の配分はくじ引きで公正に行われる。また山熊田の成人した者だけで熊の胆を乾燥させる作業もある。毎日2、3人の男性が朝から翌朝まで寝ずの番で囲炉裏の炭火で乾燥作業を約20日間続ける。貴重品な熊の胆は参加者に分け与えられ、各家庭が常備薬として持っていた。皮は売って祭りの費用に充てられるが、熊の肝は売るようなことはなかったと云う。

## 施設

### さんぽく生業の里

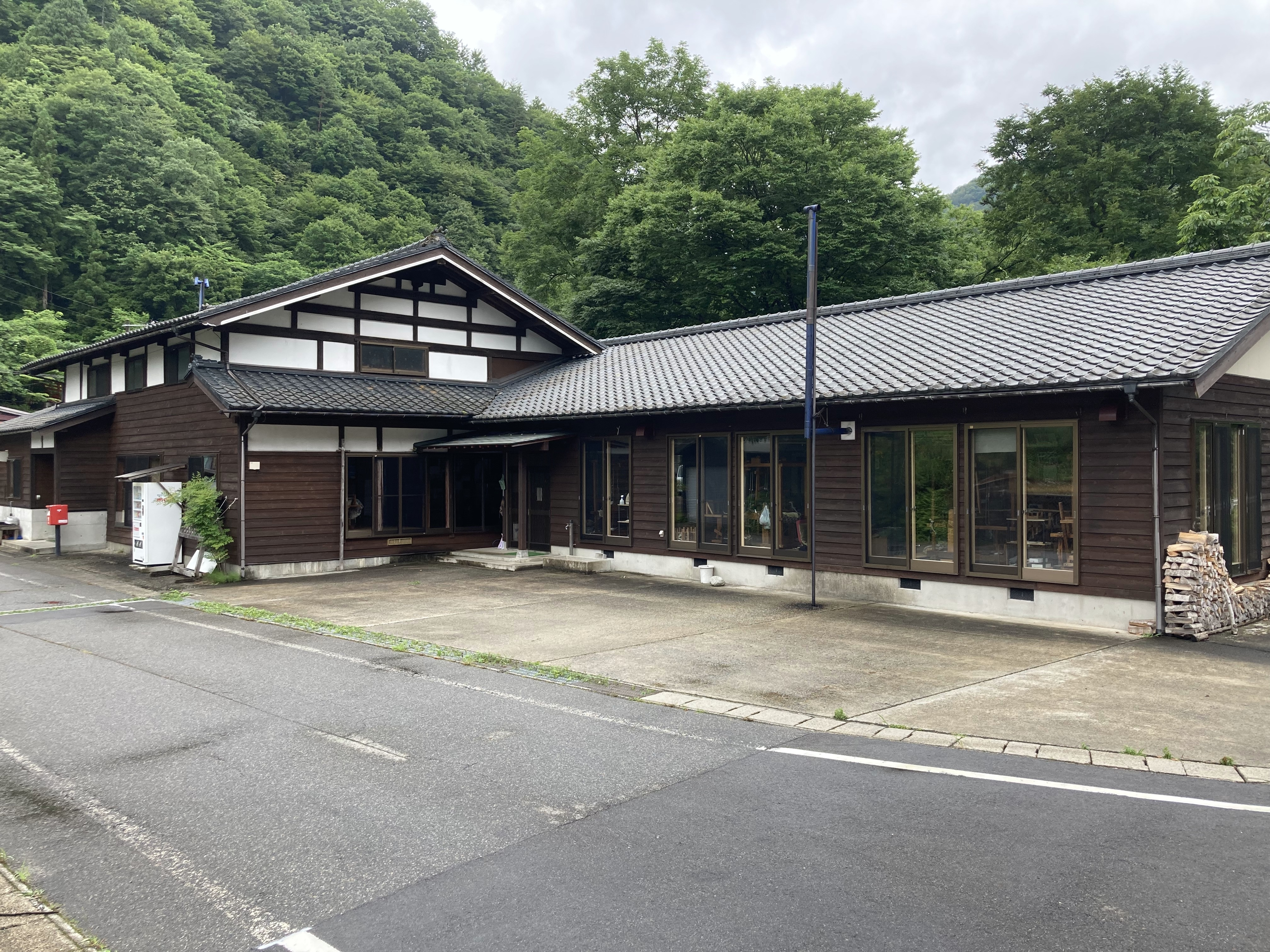
さんぽく生業の里の外観

山熊田地内にある地域の伝統工芸品「しな織り」などを活用し地域体験を企画する施設。所在地は新潟県村上市山熊田325。設置したのは山熊田と山北地区の有志。館内ではしな織りの見学ができる。また、「しな織り」や「あく笹巻き」などの生業のほか、赤かぶ漬けや餅つきなどの様々な体験コースが用意されている。店内では、郷土料理も振る舞われておりとち餅やあんべ飯が堪能できる。また赤かぶ漬けやトチ餅、あく笹巻きなどの食品やしな布の物販も行われている。

## 交通
日本海東北自動車道朝日まほろばインターチェンジから車で約1時間30分、国道7号府屋交差点から車で約30分
なお、かつては府屋駅・勝木駅方面から新潟交通の路線バスが運行されていたが、1990年代に廃止され、現在は公共交通機関でここを訪れることはできない。